# ヘンリー・バーバー (船長)
ヘンリー・バーバー（Henry Barber）は、太平洋のフェニックス諸島に属するマッキーン島を発見したとされる、18世紀のイギリスの船長。

## 航海歴
バーバーは、ポート・ジャクソン湾の新たな入植地とインドやアメリカを結ぶ商船のルートを航行していた。
バーバーは、ハワイ諸島における西洋人の船の難破としては、記録された最初の事例である事故に責任があった。1796年10月31日、ヘンリー・バーバーを船長とするイギリス船籍のブリッグ「アーサー (Arthur)」号が、現在のバーバーズ岬 (Barbers Point) と称されているオアフ島の岬の沖合にある珊瑚礁に座礁し、岩礁に乗り上げた。22人の乗組員のうち6人が、船を離岸させようと悪戦苦闘しているうちに波にさらわれて命を落とした。

## マッキーン島の発見
バーバー船長は、1794年から1804年にかけての時期に、北西太平洋の海域を4度にわたり航海した。1794年、バーバーは、イギリス船籍の「アーサー (Arthur)」号の船長として、ニューサウスウェールズ植民地のボタニー湾からアメリカ大陸の北西岸を目指す途上で、マッキーン島と思われる島を発見した。5月28日に、無人島を目視したバーバーは、この島を「ドラモンズ島 (Drummond's Island) と名付け、南緯3°40'、西経176°51' と位置を記録した。『オルバニー・センチネル (Albany Sentinel)』紙の記事によると、「その小さな砂に覆われた島は、... とても標高が低く、5-6マイル以上離れた位置にいる船の甲板からは見ることができない」とされていた。その後、この島はアーサー島 (Arthur Island) と命名され、当時のアロースミスの海図にも、南緯3°30'、西経176°0' の位置を記載された。実際にこの緯度経度に最も近い島は、1838年から1842年にかけてアメリカ合衆国探検遠征隊のチャールズ・ウィルクスが呼称を変えて、地図に示した、南緯3°35'、西経174°02' に位置するマッキーン島である。しかし、その後もアーサー島は、実在するかもしれないものとして扱われ、地図制作者ジョン・アロースミスが制作した海図類を用いて編まれた『Findlay's Directory』では、1871年まで「確認が必要」とされる状態になっていた。